# Rabbit-proof-fence

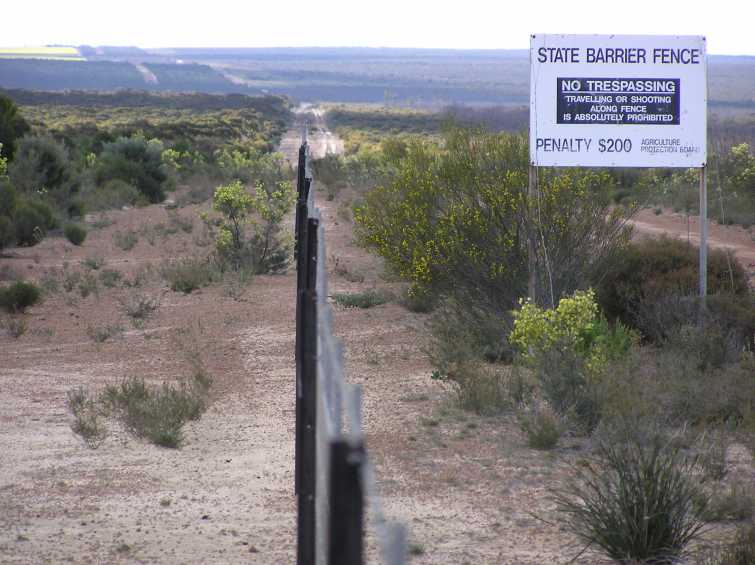
La Rabbit-proof fence nel 2005

La State Barrier Fence of Western Australia, precedentemente conosciuta come No. 1 Rabbit-proof Fence, State Vermin Fence e Emu Fence, è una barriera di protezione dagli animali costruita tra il 1902 e il 1907 per tenere i conigli e altri parassiti agricoli, provenienti dall'est, fuori dalle zone pastorali dell'Australia occidentale.
Ci sono tre barriere nell'Australia occidentale: l'originale Barriera No. 1, che attraversa lo Stato da nord a sud, la No. 2 che è più piccola e più a ovest, e la No. 3 (est-ovest) più piccola. Ci sono voluti sei anni per costruire le barriere. Quando fu completata nel 1907, la Rabbit-Proof Fence (comprendente tutte e tre le barriere) si estendeva per 2.021 miglia (3.253 km). Il costo per la costruzione delle barriere fu di £337.841.

## Costruzione

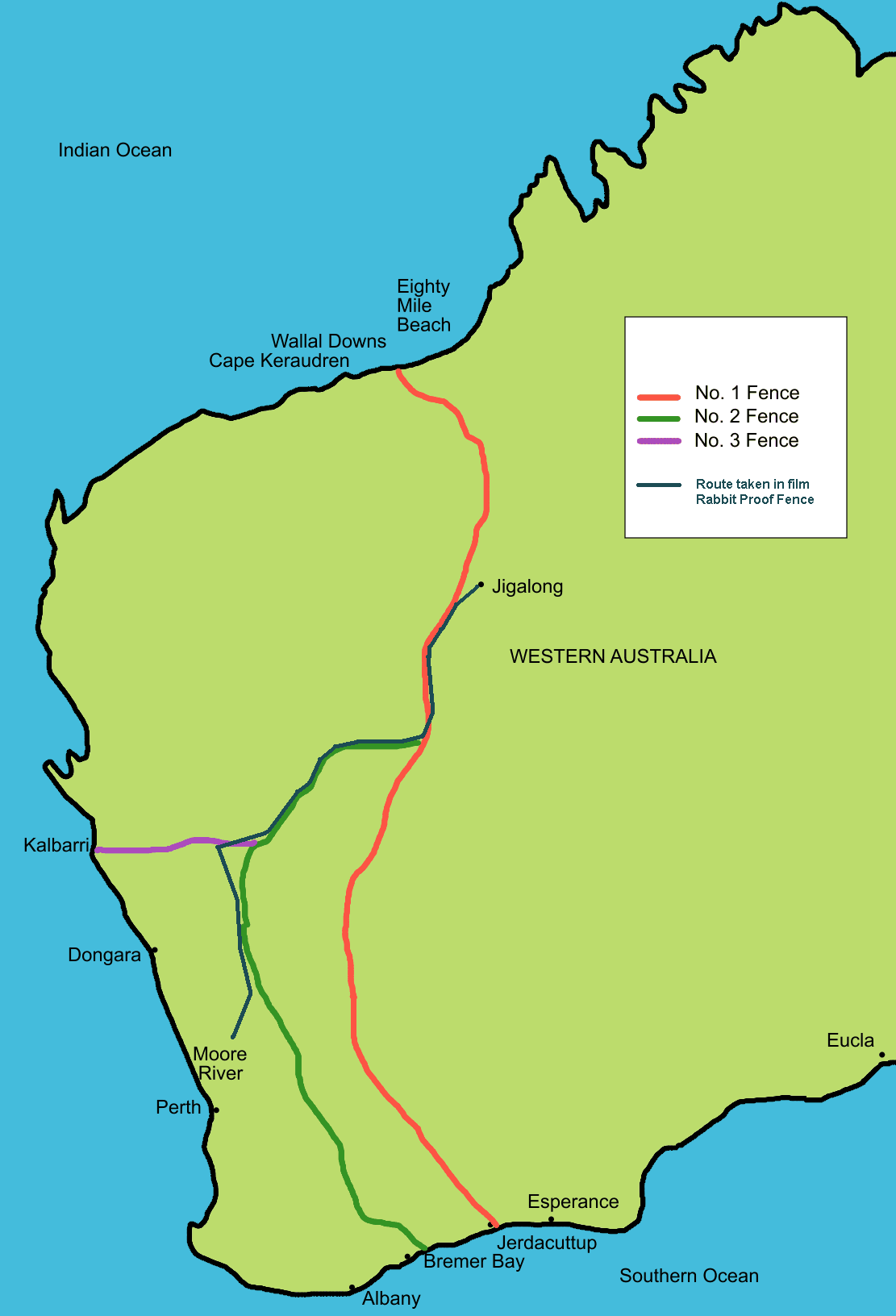
Mappa delle originali rabbit-proof fences nell'Australia occidentale.

I pali della barriera sono lontani 12 piedi (3,7 m) l'uno dall'altro, e hanno un diametro minimo di 4 pollici (10 cm). Inizialmente c'erano tre fili di 12½ gauge situati a 4 pollici (10 cm), 20 pollici (51 cm), e 3 piedi (91 cm) sotto terra, con filo spinato aggiunto più tardi a 3'4" e un conduttore a 3'7" per rendere la staccionata una barriera anche per dingo e volpi. Sopra vi fu messa una rete metallica, che arriva a 6 pollici (15 cm) sotto terra.
La staccionata fu costruita con diversi materiali adatti al clima locale, e alla disponibilità di legna. All'inizio furono usati gomma e legno, ma attiravano le formiche bianche e furono rimpiazzati.